# Бигиримана, Гаэль
Гаэль Бигиримана (рунди , фр. и англ. Gaël Bigirimana; род. 22 октября 1993, Бужумбура, Бурунди) — бурундийский футболист, полузащитник клуба «Данганнон Свифтс».

## Клубная карьера

### «Ковентри Сити»
Бигиримана с семьей переехал из Бурунди в Великобританию в 2004 году, когда ему было 11 лет. В 2005 году поступил в футбольную академию «Ковентри Сити». В 2011 году, после завершения обучения в академии, стал привлекаться к тренировкам основной команды. За основной состав «Ковентри» дебютировал 8 августа 2011 года в матче Чемпионшипа против «Лестера», отыграв все 90 минут. В первом сезоне провёл 26 матчей в лиге и ещё 2 игры в кубках.

### «Ньюкасл Юнайтед»
6 июля 2012 года Бигиримана подписал пятилетний контракт с клубом «Ньюкасл Юнайтед», который заплатил за его переход 1 млн фунтов. За «сорок» он дебютировал 23 августа 2012 года в матче Лиги Европы против греческого «Атромитоса». В Премьер-лиге сыграл первый матч 2 сентября против «Астон Виллы», заменив получившего травму Дэнни Симпсона. Первый гол в профессиональной карьере Бигиримана забил 2 декабря в игре с «Уиганом», став первым бурундийцем, отличившимся в Премьер-лиге. В сезоне 2012/2013 сыграл 24 матча, из которых 10 в Лиге Европы. Однако затем в команде началась масштабная реконструкция, в результате которой пришло большое количество новых игроков. В сезоне 2013/2014 Бигиримана был переведён в дублирующий состав «Ньюкасла» и в следующие три года лишь один матч сыграл за основной состав. В ноябре 2015 года он был отдан в аренду до конца сезона своему бывшему клубу «Ковентри Сити». В сезоне 2015/2016 сыграл 13 матчей в Первой лиге.

### Возвращение в «Ковентри Сити»
26 августа 2016 года Бигиримана покинул «Ньюкасл Юнайтед» и вернулся в «Ковентри Сити», заключив с клубом годичный контракт.

## Международная карьера
В феврале 2011 года Бигиримана сыграл товарищескую игру за сборную ДР Конго (до 18 лет) против молодёжного состава «Тоттенхэм Хотспур». Так как его отец — бурундиец, а мать — из Руанды, в апреле 2012 Бигиримана объявил, что хотел бы выступать за сборную Руанды. Позже он привлекался к играм молодёжной сборной Руанды в отборочных матчах к молодёжному чемпионату Африки 2013. В октябре 2012 Бигиримана отверг предложение сборной Бурунди из-за нестабильной политической ситуации в стране. В 2013 году Бигиримана, имеющий британское гражданство, провёл два матча в составе сборной Англии среди игроков до 20 лет.
15 ноября 2015 года он всё-таки дебютировал в сборной Бурунди, приняв участие в матче отборочного турнира к чемпионату мира 2018 года против сборной ДР Конго. Позднее ФИФА объявила, что Бигиримана не имел право играть в том матче, в результате чего его команде было засчитано техническое поражение 0:3, хотя изначально матч завершился со счётом 2:2.